# Jasmin Handanović
Jasmin Handanović (* 28. ledna 1978, Lublaň, SFR Jugoslávie) je bývalý slovinský fotbalový brankář a reprezentant, který naposledy hrál ve slovinském popředním klubu NK Maribor. Mimo Slovinska působil v Itálii. Účastník Mistrovství světa 2010 v Jihoafrické republice.

Jeho bratranec Samir Handanović je také fotbalový brankář a slovinský reprezentant.

## Reprezentační kariéra
Jasmin Handanović působil ve slovinském mládežnickém výběru U21. Odehrál jedno přátelské utkání proti Finsku.

V A-mužstvu Slovinska debutoval 19. listopadu 2008 proti Bosně a Hercegovině.